# 王军 (篮球运动员)
王军（1963年8月20日—），女，中国前篮球运动员，曾随中国国家队参加1984年夏季奥运会女子篮球比赛，最终获得一枚铜牌。她也参加了1986年亚洲运动会，获得金牌。